# NPSH
NPSH, sigla di Net Positive Suction Head, è la prevalenza netta di aspirazione positiva di una pompa, ovvero la differenza tra la pressione in un punto di un generico circuito idraulico e la tensione di vapore del liquido nello stesso punto, e dipende da parametri caratteristici dell'impianto, cioè dalle modalità di installazione della pompa.
L'NPSH normalmente viene indicata in metri di colonna d'acqua.

## Installazione pompe centrifughe
Le due tipiche installazioni di pompe centrifughe (ad asse orizzontale) sono: 
- sotto battente - la pompa aspira da un livello inferiore rispetto al liquido stesso, quindi quest'ultimo non ha difficoltà ad entrare nell'aspirazione della pompa;
- sopra battente o in aspirazione - la pompa aspira da un livello più alto del liquido da pompare e quindi necessita di un adeguato adescamento per poter funzionare correttamente. Tale adescamento viene conseguito riempiendo di liquido il corpo pompa e il tratto di tubazione in aspirazione.

In teoria una pompa centrifuga, creando il vuoto assoluto nella condotta di aspirazione, potrebbe aspirare acqua fino ad un'altezza di 10,33 m (corrispondenti alla pressione atmosferica patm= 1,033 kg/cm2).
In realtà l'aspirazione massima ammissibile non può superare i 5 - 6 m di colonna d'acqua (nelle pompe autoadescanti può arrivare a 8 m) poiché quando, a seguito dell'aspirazione generata dalla pompa, la pressione del liquido in un dato punto della condotta di aspirazione scende sotto la tensione di vapore del liquido stesso, si iniziano a liberare bolle di vapore, al quale si aggiungono anche i gas eventualmente disciolti nel fluido (legge di Henry), le quali vengono trasportate dal fluido all'interno della pompa dove, a seguito del brusco aumento di pressione, implodono (cavitazione) determinando una brusca variazione di pressione dell'ordine delle migliaia di N/mm2, la quale crea dei seri danni alle parti idrauliche della pompa.
Per tale motivo è importante che il costruttore, tra le caratteristiche tecniche della macchina, fornisca anche l'altezza massima di aspirazione della pompa oppure la curva dell'NPSH in funzione della portata.

## Relazione tra NPSH e massima altezza di aspirazione

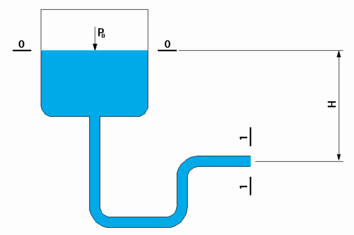
Esempio di circuito idraulico

L'NPSH  indica la pressione assoluta che deve esistere all'ingresso della pompa affinché non insorgano fenomeni di cavitazione nel circuito
Esiste una relazione tra l'altezza massima di aspirazione H e NPSH.
Nel caso del circuito idraulico in figura, l'NPSH nella sezione 1-1  vale per definizione:
NPSH = (p1-pv)/ρg
dove.
p1 è la pressione assoluta in corrispondenza della sez. 1-1;
pv è la tensione di vapore.
applicando il teorema di Bernoulli tra la sez.0-0 e la sez. 1-1 (trascurando il termine cinematico) si può ricavare il valore di p1:
p0/ρg + z0 = p1/ρg + z1 +Y
p1/ρg= p0/ρg + Δz - Y
sostituendo tale valore nella precedente si ottiene:
{\displaystyle NPSH={\frac {p_{0}-p_{v}}{\rho g}}+\Delta z-Y}
in cui {\displaystyle \Delta z} è l'altezza geodetica tra le sezioni 0-0 e 1-1 (nel disegno chiamata H), Y è la prevalenza persa a causa della perdita di carico tra le sezioni 0-0 e 1-1, {\displaystyle p_{0}} è la pressione superficiale del liquido, {\displaystyle p_{v}} è la tensione di vapore del liquido, {\displaystyle \rho } è la densità del liquido, {\displaystyle g} è l'accelerazione di gravità.
Nel caso di serbatoio aperto p0 = 1,033 kg/cm2 e pertanto p0/ρg = 10,33 m

## NPSH(r)
Nella pompa si distingue tra 
NPSH (a) (Net Positive Suction Head (available));
NPSH (r) (Net Positive Suction Head (required)), detto anche depressione dinamica totale (hdt),
dove NPSH (a) è l'NPSH calcolato alla bocca di aspirazione della pompa, e NPSH (r) è l'NPSH minimo con cui la pompa può lavorare senza che si verifichi cavitazione.
NPSH (a) e NPSH (r) sono due grandezze indipendenti tra loro, ma è importante invece la relazione che tra loro deve esistere: se si vuole evitare il fenomeno della cavitazione occorre che:
{\displaystyle NPSH(a)>NPSH(r)}
L'NPSH (r) è una caratteristica della pompa e ogni costruttore fornisce la relativa curva in funzione della portata, della prevalenza e del rendimento.
All'atto pratico è necessario tenere conto dell'NPSH al fine di determinare l'altezza massima dalla quale la pompa può aspirare, non trascurando anche le perdite di carico della tubazione di aspirazione.
Per una pompa che lavora in aspirazione, dalla curva caratteristica NPSH(r) - Q si determina il valore di NPSH (r)  e da questo la massima altezza di aspirazione con la seguente relazione :
H = (p0-pv)/ρg - Yasp - NPSH(r)
Tale valore teorico deve essere ridotto di almeno un 10% .